# Théorème de Cochran
En mathématiques, plus précisément en théorie des probabilités, le théorème de Cochran concerne la projection d'un vecteur aléatoire gaussien sur des sous-espaces vectoriels orthogonaux de dimensions finies. Il établit la loi et l'indépendance de ces projections et de leurs normes euclidiennes. Ce théorème est utilisé en statistique pour justifier la convergence en loi de tests statistiques et est l'argument clé pour des résultats de base du  modèle linéaire.

## Énoncé du théorème
La version générale de ce théorème est la suivante :
Théorème de Cochran — Soient X un vecteur aléatoire gaussien de {\displaystyle \mathbb {R} ^{n}} de loi {\displaystyle {\mathcal {N}}(\mu ,\sigma ^{2}\mathrm {Id} _{n})} (où {\displaystyle \mu \in \mathbb {R} ^{n}}, σ > 0 et Idn est la matrice identité de taille n), ainsi que F1, ..., Fm des sous-espaces vectoriels de {\displaystyle \mathbb {R} ^{n}}, orthogonaux deux à deux et de somme {\displaystyle \mathbb {R} ^{n}}.
Alors, si l'on note pour 1 ≤ i ≤ m, PFi la matrice de la projection orthogonale sur Fi et di la dimension de Fi :
- les vecteurs aléatoires PF1X, ...,PFmX sont deux à deux indépendants et de lois respectives {\displaystyle {\mathcal {N}}(P_{F_{1}}\mu ,\sigma ^{2}P_{F_{1}}),\ldots ,{\mathcal {N}}(P_{F_{m}}\mu ,\sigma ^{2}P_{F_{m}})} ;
- les variables aléatoires réelles {\displaystyle {\frac {\|P_{F_{1}}(X-\mu )\|^{2}}{\sigma ^{2}}},\ldots ,{\frac {\|P_{F_{m}}(X-\mu )\|^{2}}{\sigma ^{2}}}} sont deux-à-deux indépendantes et sont de lois respectives χ2(d1), ...,χ2(dm).

Une version simplifiée mais équivalente est l'énoncé suivant :
Théorème de Cochran (simplifié) — Soit X un vecteur aléatoire gaussien de {\displaystyle \mathbb {R} ^{n}} de loi {\displaystyle {\mathcal {N}}(0_{\mathbb {R} ^{n}},\mathrm {Id} _{n})} et F un sous-espace vectoriel de {\displaystyle \mathbb {R} ^{n}} de dimension d, F⊥ son orthogonal et PF,PF⊥ les matrices des projections orthogonales sur F, F⊥. Alors :
- les vecteurs aléatoires PFX,PF⊥X sont indépendants et de lois respectives {\displaystyle {\mathcal {N}}(0_{\mathbb {R} ^{n}},P_{F}),{\mathcal {N}}(0_{\mathbb {R} ^{n}},P_{F^{\perp }})} ;
- les variables aléatoires réelles |PFX|2,|PF⊥X|2 sont indépendantes et de lois respectives χ2(d),χ2(n – d).

## Démonstration
On peut passer de la version simplifiée à la version générale du théorème en appliquant une récurrence sur le nombre de sous-espaces vectoriels (qui interviennent dans l'énoncé) et en effectuant le changement de variable {\displaystyle X'={\frac {X-\mu }{\sigma }}\sim {\mathcal {N}}(0_{\mathbb {R} ^{n}},\mathrm {Id} _{n})}. Il suffit donc de démontrer la version simplifiée.

On note {\displaystyle Y=\left({\begin{matrix}P_{F}X\\P_{F^{\perp }}X\end{matrix}}\right)=AX} avec {\displaystyle A=\left({\begin{matrix}P_{F}\\P_{F^{\perp }}\end{matrix}}\right)\in {\mathcal {M}}_{2n,n}(\mathbb {R} )}. Alors {\displaystyle Y\sim {\mathcal {N}}(0_{\mathbb {R} ^{2n}},AA^{t})} et par conséquent, PFX et PF⊥X sont des vecteurs gaussiens. On a {\displaystyle AA^{t}=\left({\begin{matrix}P_{F}&0\\0&P_{F^{\perp }}\end{matrix}}\right)} . En effet :
- {\displaystyle P_{F}\circ P_{F}=P_{F}} car {\displaystyle P_{F}} est une projection
- {\displaystyle P_{F^{\perp }}\circ P_{F^{\perp }}=P_{F^{\perp }}}car {\displaystyle P_{F^{\perp }}} est une projection
- {\displaystyle P_{F}\circ P_{F^{\perp }}=P_{F^{\perp }}\circ P_{F}=0} car {\displaystyle F} et {\displaystyle F^{\perp }}sont orthogonaux.

Ainsi, comme {\displaystyle AA^{t}} est diagonale par blocs, les vecteurs aléatoires PFX et PF⊥X sont indépendants et ont pour lois respectives {\displaystyle {\mathcal {N}}(0_{\mathbb {R} ^{n}},P_{F})} et {\displaystyle {\mathcal {N}}(0_{\mathbb {R} ^{n}},P_{F^{\perp }})}.
Pour la norme de la projection, il suffit de prendre (u1,...,ud) une base orthonormée de F et (ud + 1,...,un) une base orthonormée de F⊥. Alors
On écrit {\displaystyle (\langle X,u_{i}\rangle )_{1\leq i\leq n}=U^{t}X} avec U la matrice de passage de la base canonique à la base (u1,...,un). Ainsi {\displaystyle U^{t}X\sim {\mathcal {N}}(0_{\mathbb {R} ^{n}},U\mathrm {Id} _{n}U^{t})={\mathcal {N}}(0_{\mathbb {R} ^{n}},\mathrm {Id} _{n})} car U est orthogonale. Donc les variables aléatoires {\displaystyle \langle X,u_{i}\rangle } sont normales centrées et puisque la matrice de covariance {\displaystyle \mathrm {Id} _{n}} est diagonale elles sont indépendantes. Par définition de la loi du χ2,

## Applications

### Estimateur non biaisé de la variance
On se donne un échantillon X = (X1,...,Xn)T de loi normale {\displaystyle {\mathcal {N}}(\mu ,\sigma ^{2})}.
On note la moyenne empirique {\displaystyle {\overline {X}}_{n}={\frac {1}{n}}(X_{1}+...+X_{n})={\frac {1}{n}}\sum _{i=1}^{n}X_{i}} et la variance empirique non biaisée {\displaystyle {\widetilde {S}}_{n}^{2}={\frac {1}{n-1}}\left((X_{1}-{\overline {X}}_{n})^{2}+...+(X_{n}-{\overline {X}}_{n})^{2}\right)={\frac {1}{n-1}}\sum _{i=1}^{n}(X_{i}-{\overline {X}}_{n})^{2}.} Alors
Remarque : on a perdu un degré pour la loi du khi deux.

### Test du khi deux
Le théorème de Cochran permet d'établir la convergence en loi de certains tests statistiques. C'est le cas du test d'adéquation ou le test d'indépendance. Il est aussi utilisé dans le cadre du modèle linéaire pour obtenir l'indépendance de {\displaystyle {\widehat {\beta }}} et de {\displaystyle {\widehat {\sigma }}^{2}} et le fait que {\displaystyle {\frac {n-p}{{\sigma }^{2}}}{\widehat {\sigma }}^{2}} est de loi χ2(n – p) où p – 1 est le nombre de variables.